# Surnoms de coureurs cyclistes
Des surnoms sont attribués à des coureurs cyclistes depuis le XIXe siècle. Ils sont attribués par le public, des journalistes ou d'autres cyclistes, en fonction des origines, de traits de caractère, de caractéristiques physiques, de qualités, ou de professions exercées du coureur concerné,.

## De 1890 et 1910
- Jean Alavoine : Le gars Jean[3].
- Hippolyte Aucouturier : Le terrible[3].
- Eugène Christophe : Le vieux Gaulois, Cri-Cri[3].
- Giovanni Cuniolo : Manina[3].
- Henri Desgrange : Le père du tour[3].
- Jean-Baptiste Dortignacq : La gazelle[3].
- Paul Duboc : La pomme[3].
- François Faber : Le géant de Colombes[3].
- Josef Fischer : Le grimpeur[3].
- Maurice Garin : Le petit ramoneur[3].
- Giovanni Gerbi : Le diable rouge[3].
- Léon Georget : Le brutal[3].
- Edmond Jacquelin : Pioupiou[3].
- Octave Lapize : Le frisé, Tatave[3].
- Lucien Mazan : Lucien Petit-Breton, l'Argentin[3].
- Jimmy Michaël : Le petit prodige[3].
- Georges Passerieu : L'Anglais de Paris[3].
- Lucien Pothier : Le boucher de Sens[3].
- Gabriel Poulain : L'ange Gabriel[3].
- Gaston Rivierre : Le forgeron[3].
- Major Taylor : Le nègre volant[3].
- Marius Thé : Le rempart de la canebière[3].
- Louis Trousselier : Trou-Trou, Trouston[3].
- Cyrille Van Hauwaert : Ventr'ouvert[3].
- Arthur Zimmerman : Le laitier de Milwaukee[4].

## De 1911 à 1920
- Honoré Barthélémy : Le hargneux[3].
- Marcel Bidot : La mère poule[3].
- Paul Broccardo et Marcel Guimbretière : Les gars de la marine[3].
- Louis Mottiat : Bouffioux[3].
- Henri Pélissier : La ficelle[3].
- José Pelletier : Le pépin de Grantout[3].
- Walter Rutt : Le kaiser[3].
- Léon Scieur : La locomotive[3].
- Philippe Thys : Le Basset[3].

## De 1921 à 1930
- Pierre Bachellerie : Bazou, l'écumeur des circuits[5].
- Jean Bidot : Patte de biche, le stratège[5].
- Armand Blanchonnet : Le phénomène, King Kong[5].
- Frans Bonduel : Le rondouillard[5].
- Ottavio Bottecchia : Le charretier, le bucheron de Frioul[5].
- Lucien Choury : La bosse[5].
- Joseph Demuysere : La locomotive[5].
- Eugène Dhers : La pomme[5].
- Lucien Faucheux : Le gros Lulu, le pape de la Cipale[5].
- Benoît Faure : La souris[5].
- Robert Grassin : Le roi du plancher, Toto[5].
- Learco Guerra : La locomotive humaine, la locomotive de Mantoue[5].
- Alfred Hamerlinck : Don Fredo[5].
- Charles Lacquehay : Jim la glu, Longue carabine[5].
- André Leducq : Dédé, le joyeux Dédé[5].
- Henri Lemoine : L'homme aux petits pois[5].
- Victor Linart : Le Sioux[5].
- Pierre Magne : Frère Tonin[5].
- Joseph Mauclair : Le râleur[5].
- Jules Merviel : Julou[5].
- Peter Moeskops : Le géant des Polders[5].
- Julien Moineau : Le piaf[5].
- Hubert Opperman : Oppy[5].
- Georges Paillard : Le lion[5].
- Charles Pélissier : Charlot, Brummel[5].
- Francis Pélissier : Le grand, le sorcier[5].
- Domenico Piemontesi : Le cyclone de Boca[5].
- Gaston Rebry : Le bouledogue[5].
- Gaspard Rinaldi : Gapo[5].
- Félix Sellier : Spirou[5].
- Maurice Ville : Jésus pastole[5].
- Georges Wambst : Le frelon[5].

## De 1931 à 1940
- Louis Aimar : Le colosse, Le briseur de chaîne[6].
- Maurice Archambaud : Le nabot[6].
- Gino Bartali : L'homme de fer, Gino le pieux, Il vecchio[1],[6].
- Julián Berrendero : El negro[6].
- Mathias Clément : Met[6].
- Pierre Cloarec : Clochio[6].
- Gustave Danneels : Le lévrier, Monsieur Paris-Tours[6].
- Émile Diot et Émile Ignat : Les diables rouges[6].
- Daniel Dousset : Bouton d'or[6].
- Amédée Fournier : Médoche[6].
- Louis Gérardin : Toto[6].
- Romain Gijssels : La classe[6].
- Jean-Marie Goasmat : Le farfadet[1], Ademaï[6].
- Marcel Kint : L'aigle noir[6].
- Roger Lapébie : Le Placide[7], le Pétardier.
- Raymond Louviot : Laripette[6].
- Antonin Magne : Tonin, le sage, le taciturne, la méthode[5].
- Auguste Mallet : Trompe la mort[7].
- François Neuville : Le sanglier[7].
- Giuseppe Olmo : Gepin[7].
- Jan Pijnenburg : Le boulet de canon[7].
- Jef Scherens : Poeske[6].
- Albéric Schotte : Brick, Le dernier des Flandriens[6].
- Gerrit Schulte : Le fou pédalant[6].
- Frans Slaats : Le laitier de Waalwijk[7].
- Georges Speicher : Le roi de Montlhéry[6].
- Vicente Trueba : La puce de Torrelavega[6].
- Odiel Vanden Meerschaut : Le witte[6].
- Arie van Vliet : Le professeur[6].
- René Vietto : Le roi René[6].
- Mattio Ciaccre : L'enrouleur de bobines[6].

## De 1941 à 1950
- Antonio Bevilacqua : Pauvre Bevilacqua.
- Pierre Brambilla : La brambille, la galoche, l'Italien de France[1].
- Louis Caput : P'tit Louis.
- Robert Chapatte : Chapatt'de velours.
- Fausto Coppi : Le campionnissimo[1].
- Giovanni Corrieri : La flèche sicilienne.
- Jean de Gribaldy : Le vicomte.
- Jean Diederich : Bim.
- Maurice Diot : Mezigos, le teigneux.
- Albert Dolhats : L'homme aux gros mollets.
- Jean Dotto : Le vigneron de Cabasse[1].
- Albert Dubuisson : Le colonel.
- Jacques Dupont : La méthode.
- Edouard Fachleitner : Le berger de Manosque.
- Bernard Gauthier : Cœur de lion, Monsieur Bordeaux-Paris.
- Louis Gauthier : Le briseur de chaîne.
- Raphaël Géminiani : Gem, le Grand fusil[1].
- Jean Gueguen : Le ténébreux.
- Émile Idée : Le roi de Chevreuse.
- Hugo Koblet : Le pédaleur de charme, l'Apollon suisse[1].
- Ferdi Kübler : Le champion hennissant, l'Aigle d'Aldliswil[1], le magnifique
- Apo Lazaridès : L'enfant grec[1].
- Fiorenzo Magni : Le lion des Flandres[1].
- Jacques Marinelli : La perruche[1].
- Henri Massal : Pitchoun.
- Pierre Molinéris : Maigre Pierre.
- Jacques Moujica : Jésus.
- Stan Ockers : Le rusé.
- Sydney Patterson : Le kangourou volant.
- Oscar Plattner : Le Machiavel du sprint.
- Adolphe Prat : Glouglou.
- Jean Robic : Biquet, Tête de cuir[1].
- Antonin Rolland : Tonin le taciturne.
- Robert Varnajo : Le Chouan.

## De 1951 à 1960
- Henry Anglade : Napoléon[1].
- Federico Bahamontes : L'aigle de Tolède[1].
- Ercole Baldini : La locomotive de Forli, le placide.
- Louis Bergaud : Lily, La puce du Cantal.
- Louis Bobet : Louison, Le Boulanger de Saint-Méen[1].
- Albert Bouvet : L'homme à la rotule cassée, le bouledogue de Fougères.
- Guido Carlesi : Coppino.
- Joseph Cerami : Pino.
- Jean Dacquay : Cric-crac.
- André Darrigade : Dédé, le Lévrier des Landes, le Landais bondissant[1].
- Marcel Delattre : Toutoune.
- Édouard Delberghe : Doudou.
- Pierre Everaert : L'élégant.
- Leandro Faggin : Le rouquin.
- Roger Gaignard : Le clown, le petit prodige.
- Charly Gaul : L'ange de la montagne[1].
- Jean Graczyk : Popof.
- Roger Hassenforder : Roger le fou[1].
- Hans Junkermann : L'ombre.
- André Le Dissez : Le facteur.
- Raymond Mastrotto : Le taureau de Nay[1].
- Jean Milesi : L'estomac.
- Aldo Moser : Il nonno.
- Joseph Morvan : La locomotive de Colpo.
- Gastone Nencini : Le lion du Mugello[1].
- José Pérez Francés : Le torero, le beau ténébreux.
- Loretto Petrucci : Le météore.
- Fernand Picot : Patte de grenouille.
- Francis Pipelin : La pipe.
- René Privat : René la châtaigne, le Gaulois.
- Louis Rostollan : Pétrolette.
- Michel Rousseau : Le costaud de Vaugirard.
- Francis Siguenza : Zig-zag.
- Jean Stablinski : Le polac.
- Wim van Est : Le miraculé de l'Aubisque[1].
- Rik Van Looy : L'empereur d'Herentals.
- Leon Van Daele : Le grand Léon.
- Roger Walkowiak : Walko[1]
- Paul Wiegant : Mickey.

## De 1961 à 1970
- Stéphane Abrahamian : Fanfan la tulipe.
- Rudi Altig : Le colosse de Mannheim.
- Jacques Anquetil : Maître Jacques[1].
- Jean-Claude Bagot : Léon.
- Franco Bitossi : Cœur fou.
- Bernard Bourreau : Petit frère.
- Jean-Pierre Genet : Bouton d'or.
- Roger Pingeon : L'échassier, Pinpin.
- Willy Planckaert : Le petit Van Steenbergen.
- Raymond Poulidor : Poupou.
- Siegfried Renz : Sigi.
- Emilio Rodríguez : Cochise.
- Ramón Sáez : Tarzan (Tarzán en espagnol).
- Tom Simpson : Major Thompson.
- Vito Taccone : Le chamois des Abruzzes.

## De 1971 à 1980
- Robert Alban : Banban.
- Marcello Bergamo : Singapour.
- Pierre Bazzo : Nenesse.
- Beat Breu : La puce de Saint-Gall.
- Roger De Vlaeminck : Le gitan d'Eeklo, Monsieur Paris-Roubaix.
- Jean-Jacques Fussien : Fufu.
- Bernard Hinault : Le blaireau.
- Eddy Merckx : Le cannibale, l'ogre de Tervueren.
- Gérard Moneyron : Le petit prodige.
- Francesco Moser : Le shérif.
- Bernard Thévenet : Nanard.
- Dietrich Thurau : Didi.
- Lucien Van Impe : Le Ouistiti des Cimes.
- Joop Zoetemelk : Le Hollandais de France, la Sucette.

## De 1981 à 1990
- Phil Anderson : Le Kangourou.
- Jean-François Bernard : Jef.
- Franco Chioccioli : Le petit Coppi.
- Thierry Claveyrolat : L'aigle de Vizille, la clavette.
- Claude Criquielion : Le criq'.
- Pedro Delgado : Perico.
- Gilbert Duclos-Lassalle : Gibus.
- Laurent Fignon : L'Intello, el profesor.
- Luis Herrera : Lucho, el Jardinerito de Fusagasugá (le petit jardinier de Fusagasugá)
- Pascal Jules : Julot.
- Greg LeMond : Le Ricain.
- Pierre-Henri Menthéour : Menthe à l'eau
- Fabio Parra : Le condor des Andes.
- Ronan Pensec : Pinpin.
- Giuseppe Saronni : Il beppe.
- Frédéric Vichot : L'acrobate, le cascadeur du peloton.

## De 1991 à 2000
- Djamolidine Abdoujaparov : L'Express de Tachkent.
- Lance Armstrong : Le patron, le boss, le texan, cash machine
- Laurent Brochard : La Broche[8].
- Claudio Chiappucci : Il diavolo[8].
- Mario Cipollini : Il magnifico, le roi lion, Super Mario.
- Miguel Indurain : L'extra-terrestre, Le géant de Navarre, Miguelón
- Laurent Jalabert : Jaja[8], le panda.
- Luc Leblanc : Lucho[8]
- Johan Museeuw : Le lion des Flandres, le lion de Gistel[9].
- Marco Pantani : E.T.[8], elefantino[8], l'éléphant, le pirate.
- Bjarne Riis : Monsieur 60 %.
- Tony Rominger : Le dromadaire[8].
- Jan Ullrich: L’Ogre de Rostock.
- Richard Virenque: Richard Cœur de Lion.
- Marc Wauters : Le soldat.
- Frank Vandenbroucke : VDB, l'enfant terrible du cyclisme belge.

## De 2001 à 2010
- Ivan Basso : Ivan le Terrible.
- Paolo Bettini : Le grillon.
- Michael Boogerd : Boogie.
- Tom Boonen : Tornado Tom, Tommeke.
- Fabian Cancellara : Spartacus.
- Mark Cavendish : L'homme de l'île de Man, Cav, Manx Express.
- Juan José Cobo : Le bison.
- Alberto Contador : El Pistolero.
- Damiano Cunego : Le petit prince.
- Sylvain Chavanel : Mimosa, La Machine, Chava.
- Carlos Da Cruz : Le ministre
- Danilo Di Luca : Le killer, Dirty Dani.
- Thor Hushovd : Le viking.
- Vincenzo Nibali : Le Requin de Messine.
- Alessandro Petacchi : Ale-Jet.
- Michael Rasmussen : Chicken Legs.
- Riccardo Riccò : Le cobra, Le sanguin.
- Joaquim Rodríguez : Purito, El Cigarillo.
- Paolo Savoldelli : Le faucon.
- Gilberto Simoni : Gibo.
- Alejandro Valverde : El imbatido (l'invincible), le Breleux.
- Peter Van Petegem : Le noir de Brackel.
- Alexandre Vinokourov : Vino.
- Thomas Voeckler : Ti'Blanc, Francis, Monsieur Panache, Tho-tho.
- Fabian Wegmann : Tintin.
- Bradley Wiggins : Wiggo, Picolo Brad
- Philippe Gilbert : Phil (surnom officiel), Le sanglier des Ardennes (RTBF), le Remoucastrien (habitant du village de Remouchamps)

## Depuis 2011
- Shane Archbold : The Flying Mullet (le mulet volant).
- Egan Bernal : L'Aigle de Zipaquirá.
- Carlos Betancur : Bananito.
- Ji Cheng : Le tueur d'échappées[10].
- Bryan Coquard : Le Coq.
- Tim Declercq : El Tractor (Le tracteur).
- Tom Dumoulin : Le papillon de Maastricht.
- Luke Durbridge : Turbo Durbo.
- Christopher Froome : Le Kényan Blanc, Froomey.
- André Greipel : Le Gorille de Rostock, Gorilla.
- Christopher Juul-Jensen : Joker.
- Blel Kadri: Baby-Blel.
- Steve Kruijswijk : Le cintre[11].
- Miguel Ángel López : Superman[12].
- Tony Martin: Panzerwagen, L'express de Cottbus.
- Michael Matthews : Bling.
- Adrien Petit: Le bison.
- Nairo Quintana: Le scarabée, Nairoman.
- Peter Sagan : Rambo, Tourminator, Hulk.
- Geraint Thomas : G.
- Tejay Van Garderen: TVG.
- Alexis Vuillermoz: Pikachu[13].
- Michael Woods : Rusty.
- Rémi Cavagna : Le TGV de Clermont-Ferrand

## Sources

### Livres
- Claude Sudres, Dictionnaire international du cyclisme, Marolles-en-Brie, C. Sudres, 1998, 4e éd., 435 p. (ISBN 2-9512421-0-7)
- Pierre Lagrue, Le Tour de France : Reflet de l'histoire et de la société, Paris/Budapest/Torino, L'Harmattan, 2004, 300 p. (ISBN 2-7475-6675-7)
- Françoise Laget, Serge Laget, Philippe Cazaban et Gilles Montgermont, Jours de fête : La grande histoire du Tour de France, Paris, Chronique éditions, 2012, 384 p. (ISBN 979-10-90871-52-6)
- Jean-Louis Forest, Les grands du cyclisme, PAC Éditions